# Otto Marburg
Otto Marburg (geboren 25. Mai 1874 in Römerstadt, Österreich-Ungarn; gestorben 13. Juni 1948 in New York City) war ein österreichischer Neurologe. Er war Professor für Neurologie in Wien und New York City und Verfasser zahlreicher Arbeiten zu Themen der Neurologie und Neuropathologie, insbesondere zur Multiplen Sklerose und zu Tumoren des Zentralnervensystems. Nach ihm ist die akute maligne Verlaufsform der Multiplen Sklerose (Typ Marburg) benannt, deren Erstbeschreibung er 1905 vornahm.

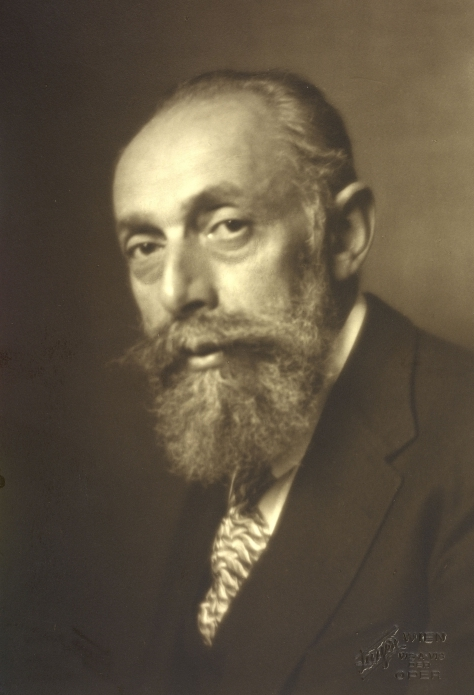
Aufnahme von Georg Fayer (1927)

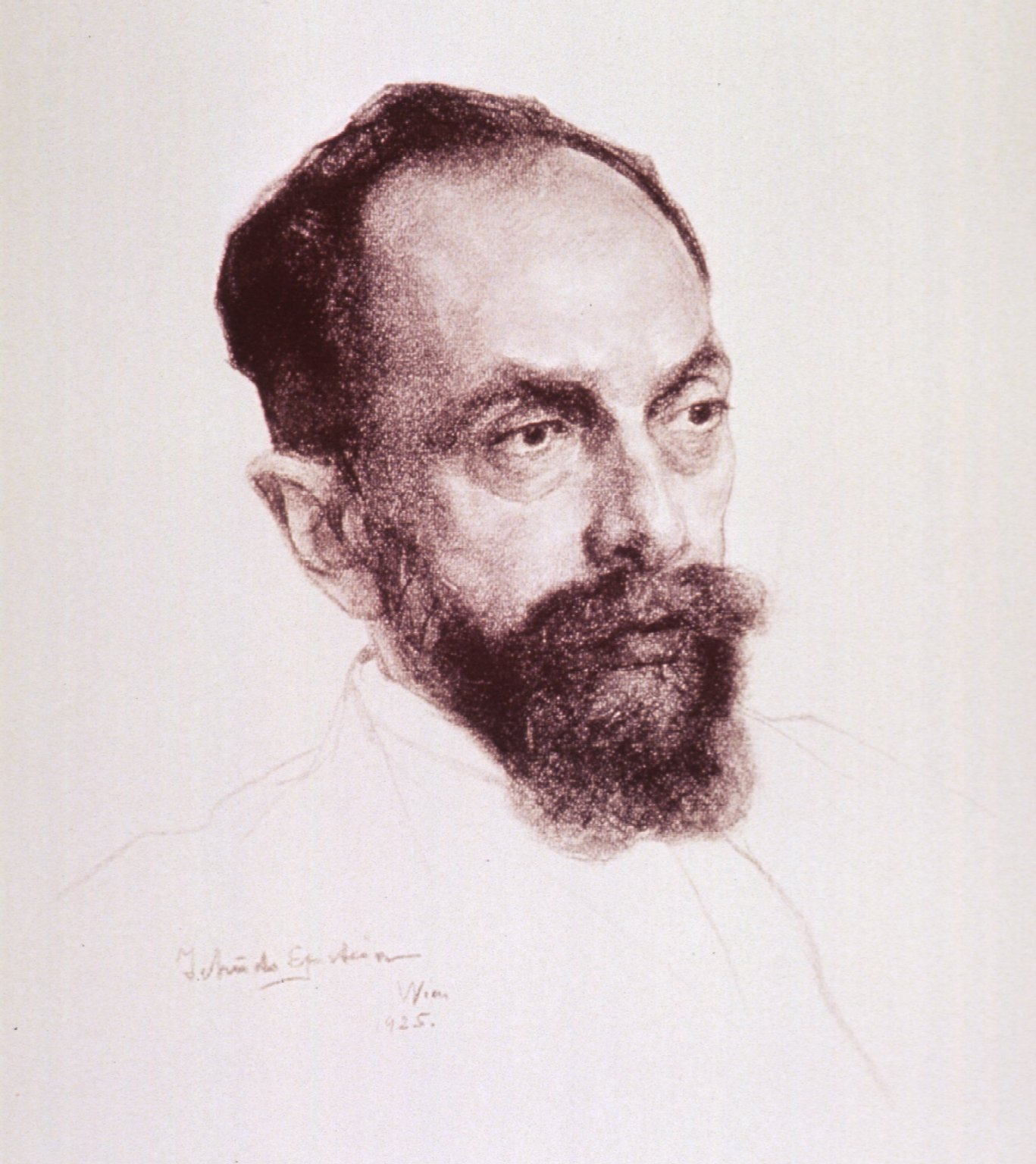
Lithografie von Jehudo Epstein (1925)

## Familie
Marburg wurde 1874 in Römerstadt in Österreich-Ungarn, heute Rýmařov in Tschechien, als Sohn des jüdischen Fabrikbesitzers Max Marburg und dessen Frau Adele, geborene Berg, geboren. Er hatte sieben Geschwister, eine Schwester und seine Mutter wurden 1942 im Ghetto Theresienstadt ermordet. Marburg war ab 1916 mit Malvine Knoepfelmacher verheiratet.

## Leben
Nach Besuch des Gymnasiums in Ratibor und Olmütz studierte Marburg bis 1899 Medizin an der Universität Wien. Er wurde 1899 promoviert. Bereits während seines Studiums war er als Assistent bei Heinrich Obersteiner tätig. Seine Ausbildung in Neurologie erhielt er in Wien bei Julius Wagner von Jauregg, in Paris bei Pierre Marie und in Berlin bei Hermann Oppenheim.
1905 habilitierte sich Otto Marburg in Wien für Neurologie, 1912 wurde er zum außerordentlichen und 1919 zum ordentlichen Professor berufen. Er trat zudem 1919 die Nachfolge Heinrich Obersteiners am Neurologischen Institut an. Ab 1914 war er Mitglied der Leopoldina. Im Jahr 1927 wurde die Chemikerin und Physiologin Helene Goldhammer seine wissenschaftliche Mitarbeiterin. Nach dem Anschluss Österreichs 1938 wurde Marburg wie zahlreiche andere Dozenten der Wiener Universität aufgrund seiner jüdischen Herkunft zwangspensioniert. Marburg und seine Frau verließen das Land und emigrierten mit Unterstützung Bernard Sachs’ über England in die Vereinigten Staaten.
In den USA war er zuerst am Mount Sinai Hospital in New York City tätig, später am College of Physicians and Surgeons der Columbia University als Professor für Neurologie. Seine österreichische Zulassung beschäftigte in den Jahren 1940 und 1941 sowohl die staatlichen Behörden und Gerichte als auch den Obersten Gerichtshof der Vereinigten Staaten. Letztlich wurde Marburgs Wunsch nach einer Berufserlaubnis gerichtlich abgewiesen, ihm eine ärztliche Betätigung aber trotzdem erlaubt.
Am 13. Juni 1948 starb Otto Marburg in New York City.

## Werk
Marburg erforschte in zahlreichen histopathologischen Studien das Zentralnervensystem: Er beschrieb den Fasciculus substantiae gelatinosae centralis und war Herausgeber eines mehrfach aufgelegten Atlanten zur Neurohistopathologie. Zu seinen Interessen zählte auch die neurologisch-topologische Diagnostik bei Schädigungen von Pons und Medulla oblongata sowie die Pathologie der Zirbeldrüse (Epiphyse).
Zu einem wichtigen Interessenschwerpunkt Marburgs gehörte die Multiple Sklerose (MS), die er zeitlebens erforschte und als reaktiven Prozess auf ein exogenes Toxin deutete. Er beschrieb primäre Demyelinisierung, entzündliche Veränderungen und eine reaktive Gliose. Als „akute multiple Sklerose“ beschrieb Marburg 1905 eine aggressive Verlaufsform der Multiplen Sklerose (MS), die heute als „akute maligne Multiple Sklerose (Typ Marburg)“ bezeichnet wird.
Ein weiteres Betätigungsfeld Otto Marburgs war die Neuroonkologie. Sein Werk umfasst hier histopathologische Studien, tierexperimentelle Arbeiten und Bestrahlungsversuche mit Röntgenstrahlen. Marburg arbeitete in Wien mit den Neurochirurgen Anton von Eiselsberg und Egon Ranzi, beide Pioniere ihrer Disziplin, zusammen und konnte hunderte Operationspräparate untersuchen.
Otto Marburg verfasste rund 200 Artikel in wissenschaftlichen Zeitschriften und war Autor und Herausgeber zahlreicher Bücher zu neurologischen und neuropathologischen Themen. Er war zudem Mitherausgeber der Zeitschriften Arbeiten aus dem Neurologischen Institute an der Wiener Universität und Jahrbücher für Psychiatrie und Neurologie.

## Veröffentlichungen (Auswahl)
- O. Marburg: Mikroskopisch-topographischer Atlas des menschlichen Zentralnervensystems mit begleitendem Texte. 3. Aufl. Franz Deuticke, Leipzig Wien 1927. (1. Auflage 1904, 2. Auflage 1927)
- O. Marburg: Die physikalischen Heilmethoden in Einzeldarstellungen für praktische Ärzte und Studierende. Franz Deuticke, Leipzig, Wien 1905.
- O. Marburg: Die Hemiatrophia facialis progressiva; der umschriebene Gesichtsschwund. Hölder, Wien 1912.
- J. A. Hirschl, O. Marburg:  Syphilis des Nervensystems, einschliesslich Tabes und Paralyse. Hölder, Wien 1914.
- O. Hezel, O. Marburg, H. Vogt, W. Weygandt. Die Kriegsbeschädigungen des Nervensystems. Praktischer Leitfaden zu ihrer Untersuchung, Beurteilung, Behandlung. J. F. Bergmann, Wiesbaden, 1917
- G. Alexander, O. Marburg, H. Brunner (Hrsg.): Handbuch der Neurologie des Ohres. 4 Bände, Urban & Schwarzenberg, Berlin 1923–1929.
- O. Marburg: Der Kopfschmerz und seine Behandlung. Moritz Perles, Wien 1926.
- O. Marburg: Der Schlaf, seine Störungen und deren Behandlung. Springer, Berlin, Wien 1928.
- J. Meller, O. Marburg: Zur Kenntnis des Wesens der sogenannten Czermak-v. Hippelschen Netzhauterkrankung. S. Karger, Berlin 1928.
- O. Marburg, M. Sgalitzer Hrsg. Die Röntgenbehandlung der Nervenkrankheiten (Sonderbände zur Strahlentherapie, Band XV). Urban & Schwarzenberg, Berlin – Wien 1930
- O. Marburg: Unfall und Hirngeschwulst: Ein Beitrag zur Ätiologie der Hirngeschwülste. Wien, Springer 1934.
- E. Grünthal, F. Hiller, O. Marburg: Traumatische präsenile und senile Erkrankungen, Zirkulationsstörungen. Springer, Berlin 1936.
- H. Goldhammer, O. Marburg: Versuch einer Permeabilitätssteigerung der Blut-Hirnschranke und Blut-Liquorschranke für Kolloide. In: Naunyn-Schmiedebergs Archiv für experimentelle Pathologie und Pharmakologie, Volume 189, Springer 1938, S. 164–168.
- O. Marburg, M. Helfand: Injuries of the nervous system, including poisonings. Veritas Press, New York 1939.
- O. Marburg: Hydrocephalus: its symptomatology, pathology, pathogenesis and treatment. Oskar Piest, New York 1940.